# Vlag van Rijnwaarden

Vlag van de voormalige gemeente Rijnwaarden

De vlag van Rijnwaarden was van 25 oktober 1990 tot 1 januari 2018 de gemeentelijke vlag van de voormalige Gelderse gemeente Rijnwaarden. In 1985 is de gemeente Rijnwaarden ontstaan na fusie van de voormalige gemeenten Herwen en Aerdt en Pannerden. De vlag kan als volgt worden beschreven:
Drie liggende, even brede banen, van boven naar beneden gerekend geel, rood en wit en een blauwe van de broeking uitgaande driehoek.
Het ontwerp is door de gemeente in eigen beheer gemaakt en is gebaseerd op de toenmalige gemeentevlag van Herwen en Aerdt. Pannerden had geen gemeentevlag. De kleuren zijn afkomstig van het gemeentewapen. De driehoek is een verwijzing naar de ligging van de gemeente aan de Bovenrijn.
De vlag bestaat uit drie gelijke banen in de kleuren geel, rood en wit, waarbij vanaf de broek een driehoek is opgenomen tot aan de scheiding.
Op 1 januari 2018 is de gemeente Rijnwaarden opgegaan in Zevenaar. De gemeentevlag van Rijnwaarden is hierbij komen te vervallen.

## Verwante afbeeldingen

Wapen van Rijnwaarden
Vlag van Herwen en Aerdt

Ammerzoden 
· Angerlo 
· Batenburg 
· Beesd 
· Bemmel 
· Bergh 
· Bergharen 
· Beusichem 
· Borculo 
· Brakel 
· Didam 
· Dinxperlo 
· Dodewaard 
· Dreumel 
· Echteld 
· Eibergen 
· Elst 
· Ewijk 
· Geldermalsen 
· Gendringen 
· Gendt 
· Gorssel 
· Groenlo 
· Groesbeek 
· Hedel 
· Heerewaarden 
· Hemmen 
· Hengelo 
· Herwen en Aerdt 
· Heteren 
· Heukelum 
· Hoevelaken 
· Horssen 
· Huissen 
· Hummelo en Keppel 
· Hurwenen 
· Kerkwijk 
· Kesteren 
· Laren 
· Lichtenvoorde 
· Lienden 
· Lingewaal 
· Maurik 
· Millingen aan de Rijn 
· Neede 
· Neerijnen 
· Overasselt 
· Rijnwaarden 
· Rossum 
· Ruurlo 
· Steenderen 
· Ubbergen 
· Valburg 
· Vorden 
· Wadenoijen 
· Wamel 
· Warnsveld 
· Wehl 
· Wisch 
· Zelhem 
· Zoelen